# Свети Георги (Просеник)
„Свети Георги“ (на гръцки: Ιερός Ναός Αγίου Γεωργίου) е православна църква в сярското село Просеник (Скотуса), Егейска Македония, Гърция, енорийски храм на Сярската и Нигритска епархия на Вселенската патриаршия.

## История
Църквата започва да се строи в южната част на селото в 1920 година и е завършена в 1927 година. От този период датират и иконите в храма. Църквата е осветена от митрополит Константин Серски и Нигритски. В архитектурно отношение е кръстокуполен храм. На югоизток има камбанария. По-късно към храма е добавен притвор на запад и е изписан със стенописи.